# Oktatásszociológia
Az oktatásszociológia egy tudományterület, mely az oktatás társadalmi összefüggésrendszerével foglalkozik. Ezen belül is elemzi a társadalmi mozgásokat a tudomány hatásában és az iskolarendszerben. Vizsgálja az emberi erőforrások fejlődését (iskolaszint, szakmai orientációk). Kialakulása a XX. század első felére tehető amikor is megpróbálták az oktatás összekapcsolását az oktatási rendszer funkcióival. Választ kerestek arra, hogy mi történik az iskolarendszerben, valóban tudásátadás, mobilitás, szocializációs folyamat zajlik-e, és ha igen akkor milyen módon, illetve miképp működik a család és a társadalom közé bekapcsolt intézmény. Emilé Durkheim a modern szociológia megteremtője így vélekedik idézetében az oktatás és a szociológia viszonyáról: „az oktatás az embereket nem olyanná formálja, amilyenek természetüknél fogva lennének, vagy szeretnének lenni, hanem olyanra, milyenre a társadalomnak szüksége van.” A szélesebb értelemben vett oktatásszociológia tárgykörébe tartozik az oktatáspolitika, oktatásgazdaságtan, iskolaszociológia, társadalompolitika, szociálpszichológia, oktatásstatisztika, az oktatás társadalomtörténete satöbbi. A magyar tudományos nyelvhasználatban a nevelésszociológia nem homonímiája az oktatásszociológiának, mert a nevelésszociológia inkább a tanulócsoportok belső kapcsolataival, tanár-tanuló viszonyokkal, osztálytermi szintű problémákkal foglalkozik, tehát több köze van a pedagógia tárgyköréhez.

## Magyarországi intézményesültség

### Szakképzés
- ELTE TÁTK Oktatásszociológiai szakirány (vez: Csákó Mihály) [halott link]
- erre fókuszáló neveléstudományi PhD programok a PTE-n (vez: Forray R. Katalin) és a DE-n (vez: Kozma Tamás) http://dragon.klte.hu/~nevtud/index.htm[halott link]
- erre fókuszáló BA, MA programok: PTE, DE, Wesley János Főiskola (vez: Lukács Péter) (, , )

### Kutatóintézetek
- Az Oktatáskutató Intézet, később Felsőoktatáskutató Intézet (Vezetők 1990 óta: Nagy József, Kozma Tamás, Lukács Péter, Liskó Ilona), jelenleg Oktatáskutató és Fejlesztő Intézet részeként (kut központ vez: Kocsis Mihály, majd Fehérvári Anikó) http://www.ofi.hu
- Országos Közoktatási Intézet kutatóközpontja - jelenleg Oktatáskutató és Fejlesztő Intézet részeként (kut központ vez: Kocsis Mihály, majd Fehérvári Anikó)
- Oktatás és Ifjúságkutató és Továbbképző Központ (ELTE TÁTK, vez: Csákó Mihály)

### Szakfolyóirat
- Educatio (alapító főszerkesztő: Kozma Tamás, főszerkesztő Fehérvári Anikó, szerk biz elnök Csákó Mihály) www.edu-online.eu Archiválva 2007. november 12-i dátummal a Wayback Machine-ben

### Könyvsorozat
- Társadalom és oktatás (szerk biz elnök: Lukács Péter) https://web.archive.org/web/20080220074432/http://ujmandatum.hu/belsok/tarsesokt.htm
- Oktatás és társadalom

### MTA albizottságok
- IX. o. oktatásszociológiai albizottság (2011-ig állt fenn, majd 2015-től ismét) elnök: Csákó Mihály) https://archive.org/details/mta_oktatasszociologiai_albizottsag
- II. o. nevelésszociológiai albizottság (eln.: Pusztai Gabriella) https://web.archive.org/web/20060515080528/http://www.mta.hu/

### Szakmai szervezet
- Magyar Szociológiai Társaság Oktatásszociológiai szakosztály (elnök: Nagy Péter Tibor, korábbi elnökök: Kozma Tamás, Lukács Péter, Hrubos Ildikó) http://www.oktatas.uni.hu

### Standard tankönyv
- Kozma Tamás: Nevelésszociológia
- Kozma Tamás: A felsőoktatás nevelésszociológiája
- Lukács Péter- Nagy Péter Tibor (szerk): Oktatáspolitika
- Educatio 2001/1 „Oktatás - Politika – Kutatás”
- Polónyi István: Az oktatás gazdaságtana
- Varga Júlia: Oktatásgazdaságtan

### Egyetemi tanárok és/vagy MTA doktorok
- Benedek András
- Forray R. Katalin
- Halász Gábor
- Hrubos Ildikó
- Karády Viktor
- Kozma Tamás
- Nagy Péter Tibor
- Polónyi István

### Szerzők
A négy fontos neveléstudományi szakmai folyóiratban (Iskolakultúra, Educatio, Magyar pedagógia, Új Pedagógiai Szemle) oktatásszociológiai témában legtöbbet (évi átlagban egynél több tanulmányt) publikáló oktatásszociológus szerzők:
- Andor Mihály
- Bajomi Iván
- Csákó Mihály
- Fehérvári Anikó
- Forray R. Katalin
- Halász Gábor
- Hrubos Ildikó
- Imre Anna
- Kozma Tamás
- Liskó Ilona
- Nagy Mária
- Nagy Péter Tibor
- Polónyi István
- Pusztai Gabriella
- Sáska Géza
- Setényi János
- Tót Éva
- Török Balázs[1]